# Devča
Devča (en serbe cyrillique : Девча) est un village de Serbie situé dans la municipalité de Merošina, district de Nišava. Au recensement de 2011, il comptait 377 habitants.

## Démographie

### Évolution historique de la population
| 1948 | 1953  | 1961  | 1971 | 1981 | 1991 | 2002 | 2011 |
| ---- | ----- | ----- | ---- | ---- | ---- | ---- | ---- |
| 980  | 1 041 | 1 015 | 861  | 719  | 569  | 492  | 377  |

|  |